# Орезу
Орезу (рум. Orezu) — село у повіті Яломіца в Румунії. Входить до складу комуни Чокіна.
Село розташоване на відстані 73 км на схід від Бухареста, 29 км на захід від Слобозії, 138 км на захід від Констанци, 123 км на південний захід від Галаца.

## Населення
За даними перепису населення 2002 року у селі проживали 774 особи. Усі жителі села рідною мовою назвали румунську.
Національний склад населення села:
| Національність | Кількість осіб | Відсоток |
| -------------- | -------------- | -------- |
| румуни         | 749            | 96,8%    |
| цигани         | 24             | 3,1%     |